# 関優太
関 優太（せきゆうた、1990年5月6日 – ）は、愛知県稲沢市出身の元プロゲーマー、ストリーマー、YouTuberである。「JCG Overwatch Master 2016 Summer Finals」で国内優勝、「Overwatch World Cup 2016」日本代表キャプテンに選出された。ZETA DIVISION所属。主にライブ配信プラットフォームTwitchで配信活動している。2022年7月まではStylishNoob名義で活動していた。

## 人物
パーソナリティー
- 麻雀では自身の苗字が「関」であることから必ずカンをする。このことから「カンの者」「カンの男」とも呼ばれている。
- 優太という名前にちなみ、視聴者からは「優しくて太い」「優しくて太い男」という愛称でも親しまれている。
- 身長は174cm。体重は73kg[8]。
- 既婚者で子供がいる[9]。姉がいる[10]。
- 飼い犬にペコ[11]、飼い猫にモカ（メインクーン）、ココア（ノルウェージャンフォレストキャット）、チビィ（ミヌエット（英語版））がいる[12]。
- 血液型はO型[13]。
- 決め台詞は「感謝します」[14][信頼性要検証][注 2]。
- 好きな食べ物はタン塩、嫌いな食べ物はパクチー[15]。
- 尊敬する人物に母親、梅原大吾、ときどを挙げている[15]。
- 第二種電気工事士の資格を所有しており[16]、現場での就業経験もある[17][注 3]。

ゲーム
- ZETA DIVISIONのクリエーター部門に所属[18][19]。2021年3月31日までDeToNatorのストリーマー部門に所属[20][21]。それ以前は同じくDeToNatorのOverwatch部門に所属していた[22]。
- "StylishNoob"という呼称は「初心者、新参者」を意味する"noob"と「上品な、粋な、洗練された」という意味をもつ"stylish"という矛盾した2つの単語を掛け合わせて作った[15]。
- FPSゲームにおけるマウス感度が極めて高いハイセンシプレイヤー（1800DPI）で、ゲーム中の視点移動やエイミングはほとんど手首のみで行う[23][24][25]。『オーバーウォッチ』プロ選手時代は振り向き2.0 cmで照準をコントロールしていた[26][注 4]。
- 選手時代は反射速度と空間認識能力に優れたFPS/TPSプレイヤーで、見えない場所にいる敵の位置を正確に判断する、音がない状況から振り向きざまに射撃するといったプレイングに定評がある。

Twitch
- 2015年8月19日からTwitchのパートナープログラムに参加[27]。Twitch Japanにおける先駆的存在であり、国内における同サービスの普及およびコミュニティの発展に貢献した[28]。
- 2019年4月8日 - 14日、Twitchで配信された『エーペックスレジェンズ』の週間視聴時間ランキングで世界1位となる[29]。
- 2021年12月にAlpha Intelが発表した『エーペックスレジェンズ』の年間視聴時間ランキングにおいて、自身のTwitchチャンネルが世界5位となる[30]。

## 経歴

### 生い立ち
1990年、愛知県稲沢市で生まれる。3歳の頃からゲームに触れる。
中学生の頃、PCでプレイする無料TPS『Gunz The Duel』にゲーミングデバイスを揃えたいと思うほど魅了される。以降、『WarRock』『スペシャルフォース』『レインボーシックス シージ』などのFPSゲームをプレイしてきた。2009年、韓国のMMORPG『タワー オブ アイオン』に熱中し、通っていた大学を中退する。

### 青年時代: FPSゲーマーとして
2012年2月、当時『バトルフィールド 3』の強豪プレイヤーとして知られていたが、ニコニコ動画にアップロードした自身のプレイ動画（sm16829756）がきっかけとなり、ウォールハック（壁が透けて見えるチート）を疑われる。インターネットを中心に騒動となるが、2月11日にBattlefield Japan Communityが自宅検証を行ったことで、潔白が証明され事態は終結した。
9月3日、『スペシャルフォース2』のクラン「STRIFE」のメンバーとして、国内初の公式大会「スペシャルフォース2 Super League 1st Season」に出場し3位。12月23日、秋葉原で行われた『スペシャルフォース2』の公式大会「SPECIAL EXHIBITION MATCH 2012」に出場し国内優勝。日本代表クランとして韓国の最強チーム「KORpml」に挑戦した。
2013年11月2日、友人からの誘いで自身のTwitchチャンネル（@stylishnoob4）を開設する。11月7日、『バトルフィールド 4』が発売されると素早いエイムと攻撃的な立ち回りで有名になる。2014年7月 - 10月、『バトルフィールド 4』の強豪クラン「SEIKON（SIKN）」に所属し、JCGが運営する国内大会に出場。8月23日に行われた「JCG Open Season5 ルーキーカップ」で優勝。
2015年3月、Twitchおよびニコニコ生放送にて『バトルフィールド ハードライン』『H1Z1』のゲーム配信を行う。8月19日、米国のTwitch本社による審査に合格し、Twitchパートナーとなる。
2015年12月-2016年1月、『バトルフィールド』時代の友人たちと結成したチーム「SMAP」で『レインボーシックス シージ』の公認トーナメント「JCG Master presented by GeForce GTX」に出場し、Day2で準優勝、Day1・Day3で優勝。

### オーバーウォッチ プロ選手として活動
2016年1月20日、プロゲーミングチームDeToNatorのオーバーウォッチ部門に加入。
4月10日-28日、『オーバーウォッチ』に登場する全ヒーローの解説プレイ動画をYouTubeに投稿。正式リリース前で日本語による情報提供が少なかったこともあり、話題を集める。
5月3日-10日、『オーバーウォッチ』オープンβテストが実施されると、ダメージヒーローの一人である、ゲンジを主に使い、猛威を振るった。
5月28日、台湾・台北市で開催された台湾Blizzard Entertainmentが主催する公式イベント「Overwatch 台日対抗戦」に招待され台湾選抜チームと対戦する。
6月18日、ベルサール秋葉原で開催された「NVIDIA Ultimate Festa 2016」に出演し、ゲーム内ヒーローの一人であるウィドウメイカーの日本語音声を担当する声優の伊藤静と共演。
7月14日、韓国・ソウルで開催された「KT GIGA Overwatch BJ Battle」のオープニングイベントにて、韓国代表チーム「Maximum impact Gaming (MiG)」とエキシビジョンマッチを行う。
8月7日-21日、DeToNator.Overwatchとして「JCG Overwatch Master Summer Finals」に出場し優勝。2016年シーズンの『オーバーウォッチ』国内王者となる。
9月10日、アジア大会「Shimada Cup 2016 Week6」に招待され優勝。賞金30,000台湾ドルを獲得。
9月12日、Blizzardによる国際大会「Overwatch World Cup 2016」に日本代表キャプテンとして出場。香港代表に勝利するもタイ代表に敗れ、アジア予選敗退。
9月18日、千葉県・幕張メッセで行われた「東京ゲームショウ 2016」内のイベント「Overwatch 日本 VS. 台湾 国際エキシビションマッチ」にて台湾代表チーム「ahq e-Sports Club」と対戦。
10月6日-16日、中国・上海で行われたBanana Gaming & Media主催の国際大会「APAC Premier 2016」に日本代表として招待出場するも予選敗退、9位に終わる。
10月12日、およそ9か月間の『オーバーウォッチ』の選手活動を引退。

### Twitchストリーマーとして活動
2016年
2016年10月20日、第1期DeToNator.Overwatchの活動終了に伴い、プレイヤーからコミュニティマネージャー/ストリーマーに移行。
12月17日、SPYGEAおよび自身のリスナーと組んだ即席チーム「卍超究武神覇斬卍」で、『オーバーウォッチ』の大会「JCG Master 2016 #08」に出場し準優勝。
2017年
2017年3月24日、Steamで早期アクセス版が配信された新作バトルロワイヤルゲーム『PUBG』を初プレイ。
3月29日、自身のYouTubeチャンネルにて解説動画を公開。
5月20日、国内初のコミュニティ大会「PUBG JAPAN DONKATSU CUP SQUAD #1」に、SPYGEA・SHAKA・YamatoNと参戦。準優勝をおさめる。
8月19日、秋葉原ラジオ会館にて開催されたファンイベント「DeToNator Fan Meeting 2017 Powered by Sycom」に出演し、黒いジャケットに身を包んだPUBGプレイヤーのコスプレ姿を披露する。
8月23日-26日、ドイツ・ケルンで開催された『PUBG』初の公式世界大会『Gamescom PUBG Invitational』に招待され、DeToNatorの一員としてSHAKA・SPYGEA・YamatoNと共に出場。
9月23日-24日、千葉県・幕張メッセで行われた東京ゲームショウ2017のTwitchブース・ HyperXブースにDeToNatorメンバーらとイベント出演。
10月22日、国内初のPUBG公式大会「PUBG JAPAN CHAMPIONSHIP 2017 by DMM GAMES」にSPYGEA・SHAKA・YamatoNと出場し、5位。
2018年
2018年1月28日、「PUBG DONCUP DUO #7」にて、SPYGEAとのデュオで優勝。
3月4日、名古屋テレピアホールにて、東海テレビ放送主催のイベント『Nagoya e-Sports Festival Vol.0』に出演。「DeToNator Streamers」としてSPYGEA・SHAKA・YamatoNとPUBGをプレイした。
5月12日、 ベルサール高田馬場で開催された「C4LAN 2018 SPRING」で行われたイベント「DETONATOR SURVIVAL (PUBG)」に出演。
6月7日、Twitterアカウントを通じて同年5月に入籍したことを公表した。
9月23日、「東京ゲームショウ 2018」のTwitchブース・ Samsungブースにイベント出演。
2019年
2019年3月4日-25日、東海テレビにて放送された地上波テレビ番組「DETONATOR CHANNEL: 名古屋発！eスポーツとゲームの魅力を徹底紹介！」に出演（全4回）。
4月8日-14日、Twitchで配信された『エーペックスレジェンズ』の週間視聴時間ランキングで世界1位となる。
8月1日、株式会社ロジクールが展開するゲーミングデバイスブランド「Logicool G」「ASTRO Gaming」と1年間のストリーマー契約を締結。
9月14日、「東京ゲームショウ 2019」の"SAMSUNG SSD×DETONATOR 共同出展ブース"に出演。GALLERIA、Amazon、DXRACERの協賛で番組配信を行う。
9月16日、Amazon Japanからの提供で「お部屋改造計画: ファミリーファーストの家庭人」と題した自宅リフォーム企画を行い、家具や日常用品を買いそろえる様子を動画公開する。
2020年
2020年8月27日、UBISOFTとTwichが主催するアジア太平洋地域における『ハイパースケープ』のストリーマー大会「Twitch Rivals: Hyper Scape APAC Showdown」に招待され、SPYGEA・SHAKAと共に出場。
11月15日、『PUBG』のゲーム配信をしている際に名物視聴者「たかひろさん（takahiro0420）」がスナイプ。ボイスチャットで著作権のかかる曲を流され、すべてのクリップを削除する。
12月27日、Crazy Raccoon主催の『エーペックスレジェンズ』コミュニティ大会「第3回 Crazy Raccoon Cup」に招待され、SPYGEA・杏仁ミルとチームを組み初出場。
2021年
2021年3月8日、自身の配信で2016年から約5年間所属していたDeToNatorからの3月末での脱退を発表、3月31日にDeToNatorを脱退。
4月21日、『VALORANT』のコミュニティ大会「VALORANT LIGHT TOURNAMENT Vol.1 supported by RAGE」に出場し準優勝。
5月1日、Riot Games特別許諾のもと『VALORANT』の国内最終予選「VALORANT Champions Tour 2021 Japan Stage 2 Challengers Finals」のミラー配信を行い、最大視聴者数69,265人を記録。
6月20日、シェービングブランドGilletteとパートナーシップを結び、全世界11か国の人気Twitchストリーマーからなる「Gillette Gaming Alliance」の2021年日本代表に選ばれる。
6月27日、UUUMが主催する『エーペックスレジェンズ』の招待制コミュニティ大会「えぺまつり外伝」にて、HIKAKINと初共演する。
7月1日、SPYGEA・SHAKAと共に「VCC PUBG CUSTOM #3」に出場。2試合でドン勝を獲得した。
7月8日、自身の配信にてZETA DIVISIONのクリエーター部門へストリーマーとして加入することを発表。
7月18日、『PUBG』の公式コミュニティ大会「PJCT 2021 夏の陣」に招待され、SPYGEA・SHAKA・加藤純一とスクワッドを組み参戦。
8月6日、「VCC APEX CUSTOM #1」にて、かねてよりStylishNoobのファンである事を公言していた山田涼介と初共演する。
8月18日、一般社団法人渋谷未来デザインが主催する「SOCIAL INNOVATION WEEK SHIBUYA」にTwitchパートナーとしてゲスト出演。
9月4日、AbemaTV主催のストリーマー大会「ABEMA presents VALORANT VICTORY CHALLENGE」に出場し優勝、賞金250万円を獲得する。
10月16日、『PUBG』の公式コミュニティ大会「PJCT2021 秋の陣」に招待され、SPYGEA・SHAKAと共に出場。
10月31日、東京ビッグサイトで行われた『レインボーシックス シージ』の国内公式リーグ「RJCT: Rainbow Six Japan Championship 2021」ファイナルラウンド決勝戦（Day4）をミラー配信する。
2022年
2022年1月16日、「Crazy Raccoon Cup Apex Legends #8」に出場し優勝。
2月17日、吉本興業が主催するゲーム配信の祭典「GAME STREAMER AWARD 2021」にて、"ユーザーの視聴時間が最も長かったストリーマー"として表彰され、ストリーマーアワードを受賞。
2月24日、KADOKAWAより初エッセイ本『今日も、感謝します。』を出版。
5月7日、東京ガーデンシアターにて行われたオフラインイベント「RAGE VALORANT 2022 Spring」に出演。
7月8日、自身が所属するZETA DIVISIONの始動一周年に併せて、活動名を本名である「関優太」に変更することを発表した。
2023年
6月26日、自身のTwitchチャンネルのフォロワー数が100万人を突破。
8月15日、家庭内の事情を主に活動休止を発表した。同日、X（Twitter）での返信に「一般に使用が忌避される単語」が含まれていたとしてZETA DIVISIONが謝罪。
2024年
1月25日、「久しぶり。 老害のシレン」のタイトルにて半年ぶりに配信を復活した。
2025年
2月6日、「Escape from Tarkov」のKappaタスクをソロプレイで初クリアした。

## 大会戦績

### スペシャルフォース2
国内大会
- 2012-09-03  Special Force 2 Super League 1st Season - 3位（STRIFE）[41]

エキシビション
- 2012-12-23  Special Force 2 Special Exhibition Match 2012 - Lose（STRIFE, 日本代表）[42][44]

### バトルフィールド 4
国内大会
- 2013-11-10  Radeon R9/R7×BATTLEFIELD 4 発売記念体験会 デモンストレーションマッチ - 2位（Team 01）[48][リンク切れ]
- 2014-07-20  JCG Master Season5 5on5 Domination  予選リーグ - 準優勝（SIKN）[48]
- 2014-07-27  JCG Master Season5 5on5 Domination 決勝トーナメント - 9-16位（SIKN）[48]
- 2014-08-23  JCG Open Season5 5on5 Domination ルーキーカップ - 優勝（SIKN）[49][リンク切れ]
- 2014-09-28  JCG Master Season6 5on5 Domination 予選リーグ - 優勝（SIKN）[48]
- 2014-10-04  JCG Master Season6 5on5 Domination 決勝トーナメント - 5-8位（SIKN）[48]

### レインボーシックス シージ
国内大会
- 2015-12-27  JCG Master presented by GeForce GTX Day1 - 優勝（SMAP）[53][リンク切れ]
- 2016-01-11  JCG Master presented by GeForce GTX Day2 - 準優勝（SMAP）[53]
- 2016-01-24  JCG Master presented by GeForce GTX Day3 - 優勝（SMAP）[53]
- 2016-02-07  GeForce: Challenge Group Stage - 1-8位（SMAP）[53]
- 2016-02-14  GeForce: Challenge Finals - 3位（SMAP）[53]

### オーバーウォッチ
国際大会
- 2016-07-22  ZhusunCup - Best8（DeToNator）[131][54]
- 2016-08-13  Shimada Cup 2016 Week2 - 準優勝（DeToNator）[131][132]
- 2016-09-10  Shimada Cup 2016 Week6 - 優勝（DeToNator）[68][131]
- 2016-09-12  Overwatch World Cup 2016 : Asia-Pacific Qualifier - アジア太平洋4-6位 予選敗退 (Team Japan, 日本代表キャプテン)[71][32][131][注 1]
- 2016-10-07  APAC Premier 2016 - 9-12位（DeToNator）[75][54][131]

国内大会
- 2016-06-19  JCG Master KickOff CUP - 優勝（DeToNator）[133]
- 2016-07-09  JCG Master 2016 #1 - 優勝（DeToNator）[131]
- 2016-08-21  JCG Master 2016 Summer Finals - 優勝（DeToNator）[65][131][3]
- 2016-12-04  JCG Master 2016 #6 - 5-8位, Best8（卍超究武神覇斬卍）[134]
- 2016-12-11  JCG Master 2016 #7 - 9-16位, Best16（卍超究武神覇斬卍）[135]
- 2016-12-17  JCG Master 2016 #8 - 準優勝（卍超究武神覇斬卍）[78]

エキシビション
- 2016-05-28  Overwatch 台日対抗戦 - Lose（DeToNator）[59][131]
- 2016-07-14  KT GIGA Overwatch BJ Battle Opening Event - Lose（DeToNator）[62][63][64]
- 2016-09-18  東京ゲームショウ 2016 Intelブース Overwatch 日本vs台湾 国際エキシビションマッチ - Lose（DeToNator）[136][73][131]

### PUBG: BATTLEGROUNDS
国際大会
- 2017-08-23  Gamescom PUBG Invitational Day1 Solo TPP - 35位[89]
- 2017-08-24  Gamescom PUBG Invitational Day2 Duo TPP - 18位（with SHAKA）[89]
- 2017-08-25  Gamescom PUBG Invitational Day3 Duo FPP - 9位（with SHAKA）[89]
- 2017-08-26  Gamescom PUBG Invitational Day4 Squad TPP - 14位（with SPYGEA, SHAKA, YamatoN）[89]

国内大会
- 2017-10-22  PUBG JAPAN CHAMPIONSHIP 2017 by DMM GAMES - 5位（with SPYGEA, SHAKA, YamatoN）[94]
- 2017-10-28  GeForce CUP: PUBG #1 SOLO - 12位[137]
- 2017-10-29  GeForce CUP: PUBG #1 DUO - 14位（with KH）[138]

コミュニティ大会
- 2017-04-29  PUBG DONCUP SOLO #1 - 8位[84]
- 2017-05-27  PUBG DONCUP SOLO #2 - 5位[84]
- 2017-05-13  PUBG DONCUP DUO #1 - 6位（with SPYGEA）[84]
- 2017-07-30  PUBG DONCUP DUO #3 - 準優勝（with SHAKA）[84]
- 2018-01-28  PUBG DONCUP DUO #7 - 優勝（with SPYGEA）[84][95]
- 2017-05-20  PUBG DONCUP SQUAD #1 - 準優勝（with SPYGEA, SHAKA, YamatoN）[84][85][86]
- 2017-07-16  PUBG DONCUP SQUAD #2 - 5位（with SPYGEA, SHAKA, YamatoN）[84]
- 2021-07-18  PJCT: PUBG JAPAN Community Tournament 2021 夏の陣 - 出場（with SPYGEA, SHAKA, 加藤純一）[118][注 19]
- 2021-10-16  PJCT: PUBG JAPAN Community Tournament 2021 秋の陣 - Win（with SPYGEA, SHAKA）[122][注 21]

カスタムマッチイベント
- 2021-05-28  VCC PUBG CUSTOM #1 - 出場（with 葛葉, 叶, k4sen）[139]
- 2021-06-15  VCC PUBG CUSTOM #2 - 出場（with ボドカ, 渋谷ハル, だるまいずごっど）[140]
- 2021-07-01  VCC PUBG CUSTOM #3 - 出場（with SPYGEA, SHAKA）[116][117]
- 2021-10-26  VCC PUBG CUSTOM #4 - 出場（with XQQ, ボドカ, 葛葉）[141]

### エーペックスレジェンズ
コミュニティ大会
- 2020-12-27  Crazy Raccoon Cup Apex Legends #3 - 9位（with SPYGEA, 杏仁ミル）[111][注 22]
- 2021-03-14  Crazy Raccoon Cup Apex Legends #4 - 9位（with kinako, 杏仁ミル）[111][注 23]
- 2021-05-15  Crazy Raccoon Cup Apex Legends #5 - 6位（with かわせ, 三枝明那）[111][注 24]
- 2021-07-23  Crazy Raccoon Cup Apex Legends #6 - 18位（with ボドカ, SPYGEA, ラトナ・プティ）[111][注 25]
- 2021-10-09  Crazy Raccoon Cup Apex Legends #7 - 14位（with 天月, 加藤純一）[111][注 26]
- 2022-01-16  Crazy Raccoon Cup Apex Legends #8 - 優勝（with 天月, 不破湊）[111][注 27]
- 2022-05-22  Crazy Raccoon Cup Apex Legends #10 -  出場（with らっだぁ, AlphaAzur）
- 2021-01-17  Apex Legends STREAMER PARK SEASON1 feat. DeToNator - 9位（with KH, 杏仁ミル）[142][143]
- 2021-04-10  えぺまつり - 7位, 主演男優賞（with 蛇足, もこう）[144]
- 2021-06-27  えぺまつり 外伝 - 12位（with HIKAKIN, Masuo）[145]
- 2021-11-13  えぺまつり 外伝2 冬将軍 - 9位（with 黛灰, トナカイト）[146]
- 2022-02-23  第3回 えぺまつり本戦 - 10位（with おにや, Ta1yo）[注 28]

カスタムマッチイベント
- 2021-03-17  VCC APEX DUO CUSTOM #3 - 出場（with XQQ）
- 2021-03-30  VCC APEX DUO CUSTOM #4 - 出場（with ボドカ）[147]
- 2021-08-06  VCC APEX CUSTOM #1 - 出場（with 山田涼介, 葛葉）[148]
- 2021-09-14  VCC APEX CUSTOM #2 - 出場（with ボドカ, イブラヒム）[149]
- 2022-02-02  VCC APEX CUSTOM #3 - 出場（with SHAKA, SPYGEA）

### VALORANT
コミュニティ大会
- 2021-04-21  VALORANT LIGHT TOURNAMENT vol.1 - 準優勝（with SPYGEA, Alelu, 葛葉, 叶）[注 29]
- 2021-05-07  JUPITER INVITATIONAL - 出場（with 奈羅花, 鈴木ノリアキ, kinako, Laz, XQQ）[注 30]
- 2021-06-06  Crazy Raccoon Cup VALORANT #1 - 4位（with crow, obo, VaniLa, uruca, SylFy）[注 31]
- 2021-08-01  Twitch Rivals: VALORANT Japan Showdown - 3位（with Jasper7se, Rua, わいわい, k4sen）[150]
- 2021-09-04  ABEMA presents VALORANT VICTORY CHALLENGE - 優勝（with SPYGEA, sasatikk, 葛葉, 叶）[151][注 20]

カスタムマッチイベント
- 2021-04-13  VCC VALORANT CUSTOM #1 - 出場（with ボドカ, Alelu, obo, 鈴木ノリアキ, XQQ）
- 2021-04-23  VCC VALORANT CUSTOM #2 - 出場（with 葛葉, Wokka, k4sen, ハイグレ玉夫, Laz）
- 2021-05-18  VCC VALORANT CUSTOM #3 - 出場（with Jasper7se, スタンミ, あどみん, トナカイト, Dep）
- 2021-11-25  VCC VALORANT CUSTOM #4 - 出場（with SPYGEA, SHAKA, k4sen, ボドカ, XQQ）
- 2022-03-10  VCC VALORANT CUSTOM #5 - 出場（with SPYGEA, SHAKA, YamatoN, 葛葉）

### その他
コミュニティ大会
- 2015-04-04  Battlefield Hardline ばとLAN: 32on32「コンクエスト」会場 vs YOU - 優勝（BFH_RandomTeam_02）[51][152]
- 2020-03-08  Twitch Streamer Battle: UNO - 出場（with しゃるる, CrazySam, yuce）[153]
- 2020-04-26  Twitch Streamer Battle: Mystery Game (Jump King) - 出場[154][155]
- 2020-08-27  Twitch Rivals: Hyper Scape APAC Showdown - 出場（with SHAKA, SPYGEA）[156]
- 2020-09-13  Twitch Streamer Battle: Fall Guys: Ultimate Knockout - 出場（with SPYGEA, delave, siorin）[157]
- 2020-12-18  Twitch Streamer Battle: Golf with your Friends - 出場（with SHAKA, SPYGEA, するがモンキー）[158]
- 2021-06-26  Twitch Streamer Battle: Ultimate Chicken Horse - 出場（with SHAKA, 金豚きょー, 武者丸）[159]
- 2021-03-06  Call of Duty: BOCW Creators Party - 出場（with SHAKA, TIE_Ru, WinRed）[160]
- 2021-10-17  LIMITZ #2: Call of Duty: Black Ops II - 2位（with SPYGEA, SHAKA, xAxSy）[161]
- 2021-11-05  Call of Duty®: Vanguard 発売記念イベント こっどふぇす - Win（with SHAKA, HASESHIN, 渋谷ハル, Alelu, らっだぁ, 蛇足, 恭一郎, 布団ちゃん）[162][163]
- 2021-12-11  Twitch Streamer Battle: Among Us - 17位[164]
- 2021-12-17  VCC MINECRAFT - 5位（with 葛葉, らっだぁ, k4sen, ta1yo, トナカイト）
- 2021-12-29  ふぉとなふぇす - 10位（with SEIKIN, だるまいずごっど）[165]
- 2022-01-22  こっどふぇす外伝 - 出場（with XQQ, ボドカ, ゆふな）
- 2022-02-28  LIMITZ #4: OVERWATCH - 3位（with delave, siorin, YamatoN, SPYGEA, dohteloff）

## 出演

### 展示会・フェス
- 東京ゲームショウ 2016 Intelブース Overwatch 日本vs台湾 国際エキシビションマッチ（幕張メッセ、2016年9月18日）[72][73]
- 東京ゲームショウ 2017 HyperXブース・Twitchブース（コンピュータエンターテインメント協会、幕張メッセ、2017年9月23日 - 24日）[91][92][93]
- 東京ゲームショウ 2018 Samsungブース・Twitchブース（コンピュータエンターテインメント協会、幕張メッセ、2018年9月23日）[100]
- 東京ゲームショウ 2019 SAMSUNG SSD×DETONATOR 共同出展ブース（コンピュータエンターテインメント協会、幕張メッセ、2019年9月14日～15日）[103][104][105]
- NVIDIA Ultimate Festa 2016: Overwatchでプロゲーマー & 声優チームと共にプレイ!（ベルサール秋葉原、2016年6月18日）[60][61]
- Nagoya e-Sports Festival Vol.0（名古屋テレピアホール、2018年3月4日）[96][97]
- Rainbow Six Japan Championship 2021 ファイナルラウンド DAY4 ミラー配信（東京ビッグサイト、2021年10月31日）[123]
- RAGE VALORANT 2022 Spring（東京ガーデンシアター、2022年5月7日）[166]

### LANパーティー
- ばとるふぃーるどLAN：ハードライン（e-sports SQUAKRE AKIHABARA、2015年4月4日）[51]
- C4LAN 2017 WINTER: DETONATORブース（東京流通センター、2017年12月15日～17日）
- C4LAN 2018 SPRING: DETONATORブース（ベルサール高田馬場、2018年5月11日～13日）
- C4LAN 2018 WINTER: DETONATORブース（ベルサール高田馬場、2018年12月8日～9日）
- C4LAN 2019 SPRING: DETONATORブース（ベルサール高田馬場、2019年5月11日～12日）

### オフラインミーティング
- DeToNator Fan Meeting 2016 Powered by Sycom（秋葉原ラジオ会館9F、2016年6月12日）[167][注 32]
- Overwatchを100倍楽しく観戦する方法 in STORIA（STORIA、2017年2月3日）
- DeToNator Fan Meeting 2017 Powered by Sycom（秋葉原ラジオ会館10F、2017年8月19日）[87]
- 『Apex Legends』をプレイ！DeToNator ゲーム観戦＆トークイベント（eSports Studio AKIBA、2019年3月16日）
- DETONATOR 10th Anniversary Fan Meeting in サンリオピューロランド（サンリオピューロランド、2019年3月30日）
- DeToNator Fan Meeting & TGS Back Stageイベント（eSports Studio AKIBA、2019年9月1日）

### PRイベント
- AMD Radeon R9/R7×BATTLEFIELD 4 発売記念体験会（秋葉原UDX、2013年11月10日）[168]
- SteelSeriesによる製品紹介&ファンミーティング（ツクモeX.パソコン館地下1階、2016年3月12日）[169]
- NVIDIA×MSI 合同ゲーミングイベント in 札幌 ～DeToNatorストリーマーと旬のゲームを楽しもう！～（DEPOツクモ札幌駅前店、2017年4月11日）
- 第8世代インテル® Core™ プロセッサー・ファミリー発売記念イベント（東京・秋葉原、2017年11月23日）[170][注 33]
- 第8世代インテル® Core™ プロセッサー・ファミリー発売記念イベント（大阪・日本橋、2017年12月2日）
- HyperX x DeToNator @ヨドバシカメラ マルチメディア梅田 PUBGバトル大会（ヨドバシカメラ マルチメディア梅田、2019年4月14日）[171]
- DETONATOR FASHION in 恵比寿DETONATOR BASE（恵比寿CROAK Prime Studio、2019年12月26日）

### テレビ番組
- DETONATOR CHANNEL 第1回 - 第4回（東海テレビ放送、2019年3月4日・11日・18日・25日）[101]

### ネット番組
- 第6回 デトネーターTV in Red Bull Studios Tokyo ~3人が挑む認定マッチ!!~（Twitch、2017年3月10日）
- 第8回 デトネーターTV in Red Bull Studios Tokyo ~PUBG duo! 時間内にドン勝をとることが出来るか！（Twitch、2017年5月26日）
- 東京ゲームショウ2017 朝まで生プレイ！ PLAYERUNKNOWN’S BATTLEGROUNDS（ニコニコ生放送・TokyoGameShow2017公式チャンネル、2017年9月23日）[172]
- 東京ゲームショウ2017 DMM GAMESステージ PLAYERUNKNOWN'S BATTLEGROUNDS TGS特別ステージ（ニコニコ生放送、2017年9月24日）[173]
- オーバーウォッチ 夢のスペシャルマッチ（Twitchブリザード公式配信、2017年11月23日）
- Hit Game Live! #1（AbemaTV、2018年1月24日）
- ”賞金首” 勝ったら10万円！PUBG 賞金首#1（AbemaTV、2018年3月30日）
- DETONATOR PROJECT#1~6（AbemaTV、2018年4月22日・5月20日・6月24日・7月22日・8月26日・9月30日）
- DETONATOR PROJECT in 韓国（AbemaTV、2018年11月2日）
- デトロケ#1～グルメ編～（AbemaTV、2018年7月8日）
- デトロケ#2 ～ファッション編～（AbemaTV、2018年8月19日）
- デトロケ#3 ～トラベル編～ （AbemaTV、2018年9月16日）
- STREAMER PARK SEASON1 feat. DeToNator 事前特別番組（OPENREC.tv、2021年1月9日）
- SIW CONNECTION vol.5「オルタナティブ x クリエイターエコノミー – クリエイターエコノミーで稼ぐ、とは？」（Twitch, 一般社団法人渋谷未来デザイン、2021年8月18日）
- SIW CONNECTION vol.6「ライブ配信を仕事にする、とは？」（Twitch, 一般社団法人渋谷未来デザイン、2021年9月1日）
- 【ガチ検証】完全素人が1カ月「ライブ配信」でいくら稼げるか（Newspicks、2021年9月18日）
- 秋のマイクラプレミアムステージ（YouTubeチャンネル"Japan Crafters Union"、Minecraft Japan、2021年9月18日）
- STN'S KITCHEN #1~4（YouTube、ZETA DIVISION、2021年9月25日・10月27日・11月27日・12月28日）[174]
- 岡副麻希のBLUE BAR ～RJC2021が100倍楽しくなるeスポーツバー～ EPISODE 1~3（X-MOMENT 公式YouTubeチャンネル、2021年10月1日・17日・23日）
- 『コール オブ デューティ ヴァンガード』 霜降り明星せいやのCoD Bootcamp Vol.3（PlayStation公式YouTubeチャンネル、ソニー・インタラクティブエンタテインメント、2021年11月10日）[175]
- THE REBEL'S eMPIRE GAMING PROJECT（Twitch・AmazonMusicJP、2021年11月17日・12月1日）[176]
- Battlefield 2042 発売記念配信 ～芸人&ストリーマー混合対決～（YouTube・ElectronicArtsJapan、2021年11月20日）
- 日清POWER STATION [REBOOT] × ZETA DIVISION（YouTube・nissin-ps.com、2022年03月19日）[177]
- 配信者ハイパーゲーム大会 (2023年3月25日・26日、OPENREC.tv) - チーム関優太のリーダーとして出演
- 第2回配信者ハイパーゲーム大会 (2024年3月16日・17日、OPENREC.tv) - オフライン助っ人として出演
- The k4sen con(2024年10月12・13日、ABEMA・Twitch）[178]

### 企画提携
- Gillette Gaming Alliance Japan（Gillette、2021年）[115][179]
- Intel World Relay（Intel Gaming、2021年）
- VALORANT THE UNLOCKERS（Riot Games、2021年）[180]

### ウェブメディア
- 『オーバーウォッチ』日本代表キャプテンStylishNoob選手にインタビュー（Game*Spark、2016年9月20日）[32]
- HyperX 20の質問 | DeToNator StylishNoob (スタイリッシュヌーブ)（HyperX Japan、2017年12月27日）[15]
- ゲーマー向きの仕事は踊り子？ 社会保険労務士？ SHAKAとStylishNoobの内面を適職診断RPG『ユーキャンクエスト』で見抜く（ファミ通.com、2019年1月22日）
- ストリーマーが安心して配信するためのマストアイテム StylishNoobが語る「アビテックス」の魅力（ヤマハ、2021年6月14日）
- プロゲーマーチーム「ZETA DIVISION」に人気ストリーマー StylishNoob加入（KAI-YOU、2021年7月12日）
- StylishNoob電撃加入！選手とストリーマーのシナジーを狙う「ZETA DIVISION」の展望（マイナビニュース、2021年8月3日）
- 大石昌良×StylishNoob「音楽にも物語を」Vol.13 - 「あの話、ガチなんですか？」上手すぎてチート疑惑 伝説の配信者StylishNoob（KAI-YOU Premium、2022年1月15日）[181]

### CM
- TGS2017 DeToNatorにチャレンジ in HyperX（HyperX Japan、2017年9月19日）[182]
- DeToNator x Samsung Portable SSD T5 速読篇・強さ篇・グローバル篇（日本サムスン株式会社・ITGマーケティング株式会社、2018年9月15日）[183][184][185]
- DeToNator x Samsung Portable SSD T5【第2弾】衝撃篇・軽さ篇・速さ篇（日本サムスン株式会社・ITGマーケティング株式会社、2018年9月23日）[186][187][188]
- 一歩先のプレイ featuring DETONATOR Streamers（Logicool G、2020年2月10日）[189]

## 著書
- 『今日も、感謝します。』KADOKAWA (単行本)、2022年2月24日。ISBN 978-4-309-27998-5

## 受賞歴
- GAME STREAMER AWARD 2021 ストリーマーアワード（ユーザーの視聴時間が最も長かったストリーマー）2022年2月17日、吉本興業株式会社[124][125]．
- GAME STREAMERS AWARDS 2022-2023 ストリーマーアワード[190]